# 蝉丸P
蝉丸P（せみまるぴー、別名は齋藤仁鐵（さいとうじんてつ）、1973年10月14日 - ）とは、日本の住職。宗派は高野山真言宗。テキストサイト「坊主めくり」や、ニコニコ動画への動画投稿などで注目され、ネット上で一番注目されるお坊さん、とされる。

## 来歴
1973年、神奈川県生まれ。
生家は精密機械の工場を営む一般家庭。高校1年の終わりに出家を決意し、高校2年から高野山高校に編入する。
その後、岡山県の寺に後任住職候補として赴任するが1年半で辞めることとなり、役僧として全国を放浪。
2000年には高野山に戻り、別格本山の法印随行兼執事を務め、2001年11月に四国地方の現寺院の後任住職候補として赴任、2002年普山。
その後、テキストサイト「坊主めくり」やニコニコ動画への動画投稿を始めるなどしている。

## ニコニコ動画での活動
2008年より動画を投稿しており、同年11月に投稿した、ゲーム「THE IDOLM@STER」の楽曲を仏具で演奏する動画が好評となった。
2009年からはニコニコ仏教講座と題したシリーズを投稿している。
2010年には、ニコニコ動画主催のイベント「動画供養」に導師として参加。供養に関する法話も行った。

## 書籍
- 蝉丸Pのつれづれ仏教講座（蝉丸P・著、田丸浩史・イラスト[10]） ISBN 978-4-04-728094-6
- 仏教学校へようこそ（わかつきひかる・著、犬江しんすけ・イラスト、蝉丸P・監修[11]） ISBN 978-4798608013
- 蝉丸P『住職という生き方』星海社、2019年。ISBN 978-4065157084。[12][13]